# Archaeodictyna longichela
Espèce
Archaeodictyna longichela est une espèce d'araignées aranéomorphes de la famille des Dictynidae.

## Distribution
Cette espèce est endémique de la province du Sistan-et-Baloutchistan en Iran,. Elle se rencontre vers Zabol.

## Description
Le mâle holotype mesure 2,80 mm et la femelle paratype 2,60 mm.

## Systématique et taxinomie
Cette espèce a été décrite par Zamani et Marusik en 2025.

## Publication originale
- Zamani, Enayatnia, Mirshekar, Mayvan, Kováč & Marusik, 2025 : « New data on the spider fauna of Iran (Arachnida: Araneae), part XII. » Zootaxa, no 5601(1), p. 1-45.